# Soedanese Socialistische Unie
De Soedanese Socialistische Unie (Arabisch: الاتحاد الاشتراكي السوداني Al-Ittihad Al-Ishtiraki Al-Sudaniy) was een politieke partij in Soedan die bestond van 1971 tot 1985. Het was in die periode ook de enige toegestane politieke partij van het land. De partij was gemodelleerd naar de Egyptische Arabische Socialistische Unie (ASU) en vergelijkbare Arabisch socialistische partijen in het Midden-Oosten en Noord-Afrika.
Het initiatief tot de oprichting van de SSU was kolonel Jafaar Numeiri die in 1969 door een staatsgreep aan de macht was gekomen. Hij was een aanhanger van het Arabisch nationalisme en bewonderaar van de Egyptische leider Gamal Abdel Nasser. Pogingen om tot een Arabische federatie te komen die zou moeten bestaan uit Egypte, Libië, Syrië en Soedan liepen echter op niets uit. Naast het Arabisch nationalisme beleed de SSU het Arabisch socialisme als ideologie en streefde naar samenwerking tussen de door Numeiri aangemerkte "verenigde arbeiderskrachten": arbeiders, boeren, intelligentsia, nationale kapitalisten en militairen. Tegenstanders van het nationalisme van Numeiri en de SSU waren de (machtige) Soedanese Communistische Partij die in 1971 een mislukte staatsgreep pleegde en daarna werd vervolgd en de bevolking van Zuid-Soedan die niet Arabisch en ook niet islamitisch en aanvankelijk samenwerkte met Numeiri omdat hij hun streven naar autonomie voor het zuiden leek te steunen. Ook islamitische groeperingen (zowel gematigde als fundamentalistische bewegingen) verzetten zich tegen Numeiri en de SSU.
Vanaf het einde van de jaren '70 deed zich de invloed van de fundamentalistische islam zich gelden op het regeringsbeleid en de Moslimbroederschap, tot dan toe tegenstander van het beleid van Numeiri, sloot zich aan bij de SSU (1978). In datzelfde jaar besloot Numeiri dat voortaan naast kandidaten van de SSU ook onafhankelijke kandidaten mee mochten doen aan de parlementsverkiezingen. In 1981 werd afstand gedaan van het socialistische karakter van de SSU en in 1983 gaf Numeiri te kennen Soedan om te vormen tot een islamitische republiek. Rond die periode werd ook de sharia, de godsdienstige wetgeving ingevoerd voor het noordelijke deel van het land. De vijandschap met de communisten en Arabisch nationalisten nam hierdoor nog meer toe. Ook de gematigd islamitische en liberale Nationale Oemma Partij van Sadiq al-Mahdi, die een veel gematigder interpretatie van de sharia voorstaat, keerden zich tegen het regime.
Een staatsgreep op 6 april 1985 maakte een einde aan het regime van Numeiri - deze laatste bevond zich op dat moment in de Verenigde Staten van Amerika voor een staatsbezoek. Het nieuwe militaire regime verbood de SSU en arresteerde vooraanstaande leden van de partij. In 1999 keerde Numeiri vanuit zijn ballingsoord in Egypte naar Soedan terug en deed vervolgens mee aan de presidentsverkiezingen van 2000 als oppositiekandidaat. Hij werd door het zittende staatshoofd, dictator Omar al-Bashir, eenvoudig verslagen. In 2005 traden en Numeiri en zijn volgelingen toe tot de Nationale Congrespartij van Bashir.
De Soedanese Socialistische Democratische Unie (SSDU) die tot haar dood in 2018 werd geleid door Dr. Fatima Abdel Mahmoud, wordt beschouwd als de opvolger van de Soedanese Socialistische Unie.
De SSU bestond niet alleen uit een politieke afdeling, maar was ook een koepelorganisatie waar de Vrouwen Unie, de Unie van de Democratische Jeugd, vakbonden en belangengroepen bij waren aangesloten. Tot 1982 waren het centraal comité en het politbureau de hoogste partijinstanties. Vanaf dat jaar werd gekozen voor een decentralisering van het partijbestuur en bestond het bestuur uit voorzitters van verschillende commissies. Numeiri bleef als secretaris-generaal echter de hoogste leider van de SSU.

## Verwijzingen
1. ↑  J.O. Voll: Historical Dictionary of the Sudan (1978), The Scarecrow Press, Inc. Metuchen, N.J. & London, p. 90